# Clan Hiki
Le clan Hiki (比企氏, Hiki-shi) est une famille de Samouraïs japonais descendant du clan Fujiwara. Ce clan est principalement en activité de l'époque de Heian à l'époque de Kamakura. Proches serviteurs du shogun Minamoto no Yoritomo, ils servent le shogunat de Kamakura au début de la période Kamakura, exerçant un pouvoir considérable.  Ils sont entraînés dans un conflit avec le clan Hōjō, en rivalité avec Hiki Yoshikazu, qui tentent de renverser le clan Minamoto. Cela entraîne la mort de nombreux membres de ce clan et sa disparition.

## Origines
Le clan Hiki est une branche du clan Fujiwara, une puissante famille de régents japonais et de Kuge (nobles de cour), fondée par Fujiwara no Kamatari au 7e siècle. Ils descendent de la lignée du clan Hokke de Fujiwara no Hidesato. Le clan est originaire de Hiki, province de Musashi (aujourd'hui district de Hiki et Higashimatsuyama, préfecture de Saitama), et a été fondé par Hiki Yoshitaka.

## Histoire
Le clan Hiki est considéré comme étant au service étroit du clan Minamoto depuis que ce dernier se trouve dans la capitale Kyoto. Lorsque le clan Minamoto est exilé de Kyoto dans la province d'Izu en 1160, Hiki Kamon-no-jō s'établit comme gouverneur par intérim (ukesho) à Hiki, dans la province de Musashi et quitte Kyoto avec sa femme Hiki no Ama. Hiki no Ama devient la nourrice du futur shogun Minamoto no Yoritomo et se consacre au service du clan Minamoto.
Le fils adoptif de Hiki no Ama, Hiki Yoshikazu, prend les armes pendant la guerre de Genpei et combat pour le clan Minamoto. Il s’y distingue sous Yoritomo.
Le clan Hiki est considéré comme celui des gouverneurs (‘’shugo’’) du Hokurikudō avant 1191, mais son service est temporairement interrompu. Peu de temps après, un membre du clan Hiki, Ōta Tomosue, succède au poste de gouverneur de la province d'Etchū.
La fille de Yoshikazu, Wakasa no Tsubone, devient l'épouse du 2e shogun Minamoto no Yoriie. Yoshikazu est alors lieutenant de 5e  rang de la police impériale de la province d'Awa. En 1184, Wakasa no Tsubone donne naissance au premier fils de Yoriie, Minamoto no Ichiman. Le clan Hiki accède alors au véritable pouvoir et exerce un pouvoir politique considérable grâce à ses relations avec le clan Minamoto au pouvoir.
La puissance croissante du clan Hiki se heurte à l’opposition du clan Hōjō et le clan Hiki entre finalement en conflit avec ce dernier. Lorsque Yoriie tombe malade en 1203, une bataille de succession commence entre le frère cadet de Yoriie, Minamoto no Sanetomo, et le fils de Yoriie, Ichiman, qui aurait dû être le successeur légitime du shogunat. En raison du conflit, Yoshikazu planifie l'expédition punitive du clan Hōjō et fait en sorte qu'Ichiman devienne le prochain shogun. Cependant, avant que le clan Hiki puisse mettre ce plan à exécution, Hōjō Tokimasa, oncle maternel de Yoriie et gouverneur de Tōtōmi, invite Yoshikazu à des pourparlers de paix, mais le fait assassiner et fait incendier sa maison en 1203. Ensuite, il cherche à faire assassiner Ichiman mais Wakasa no Tsubone parvient à s'enfuir avec lui tandis que ses hommes ne reculent pas et se font tuer. Après cela, le fils de Yoshikazu, Hiki Munekazu et Ichiman sont également tués, et le clan Hiki est complètement détruit. Après avoir entendu cela, Yoriie ordonne à Wada Yoshimori et Nitta Tadatsune (en) d'assassiner Tokimasa. Cependant, Yoriie est contraint de devenir moine bouddhiste et se retrouve confiné au temple Shuzen-ji, et de nombreux proches collaborateurs de Yoriie furent soit emprisonnés, soit exilés.
À la suite de cet incident connu sous le nom de rébellion Hiki, le clan Hōjō prend le poste de gouverneur de la province d'Etchū. À la suite de cette succession, Hōjō Tomotoki devient Hokurikudō Dai-shogun pendant la guerre de Jōkyū en 1221, et ses descendants, la lignée Nagoe du clan Hōjō, servent comme gouverneur de la province d'Etchū pendant des générations tout au long de la période Kamakura.
Hiki Yoshimoto est le seul survivant de la purge du clan Hiki. Il s'enfuit à Kyoto où il rencontra Nichiren et devient son disciple. Yoshimoto revient à Kamakura quand il est beaucoup plus âgé. À son retour, Yoshimoto construit le temple Myōhon-ji sur son terrain résidentiel à Kamakura pour consoler les âmes de ses ancêtres.

## Membres notables du clan
- Hiki Yoshikazu
- Hiki Kamon-no-jō
- Hiki no Ama
- Wakasa no Tsubone, épouse de Minamoto no Yoriie